# لطفی البکوش
لطفی البکوش (انگلیسی: Lotfi Baccouche; ۱۹ ژوئن ۱۹۷۳) بازیکن فوتبال اهل تونس بود.
از باشگاه‌هایی که در آن بازی کرده‌است می‌توان به باشگاه فوتبال ستاره ساحلی اشاره کرد.
وی همچنین در تیم ملی فوتبال تونس بازی کرده‌است.